# خسوس فرناندس (بازیکن هندبال، زاده ۱۹۷۴)
خسوس فرناندس (اسپانیایی: Jesús Fernández‎؛ زادهٔ ۲۵ فوریهٔ ۱۹۷۴) بازیکن هندبال اهل اسپانیا بود.